# Ib Michael
Ib Michael, född 17 januari 1945 i Roskilde, är en dansk skönlitterär författare.

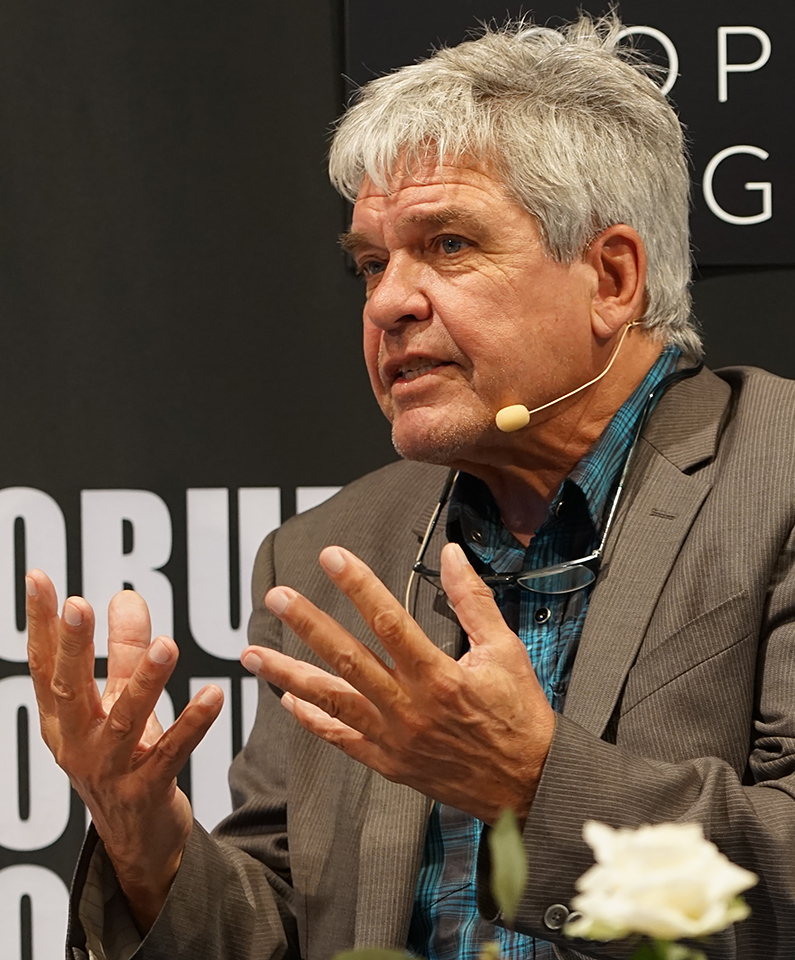
Ib Michael 2015.

Mycket av hans prosa har en stilmässig förbindelse med den sydamerikanska magiska realismen.